# Gare de Joncet
La gare de Joncet est une gare ferroviaire française de la ligne de Cerdagne (voie métrique), située au village de Joncet le Sola sur le territoire de la commune de Serdinya, dans le département des Pyrénées-Orientales en région Occitanie.
Elle est mise en service en 1910 par la Compagnie des chemins de fer du Midi et du Canal latéral à la Garonne. 
C'est une halte voyageurs de la Société nationale des chemins de fer français (SNCF) desservie par le Train Jaune, train TER Occitanie spécifique pour la ligne de Cerdagne.

## Situation ferroviaire
Établie à 549 mètres d'altitude, la gare de Joncet est située au point kilométrique (PK) 6,229 de la ligne de Cerdagne (voie métrique), entre les gares de Serdinya et d'Olette - Canaveilles-les-Bains.

## Histoire
La station de Joncet est mise en service le 18 juillet 1910, avec la première section de Villefranche à Mont-Louis, par la Compagnie des chemins de fer du Midi et du Canal latéral à la Garonne.
En 2009 la halte de Joncet est rénovée dans le cadre d'un programme consacré à l'ensemble de la ligne dans le cadre de son centenaire, les travaux concernent la rénovation du mobilier historique et la remise en état de l'ancien bureau d'accueil et de vente autant l'extérieur que l'intérieur.

## Service des voyageurs

### Accueil

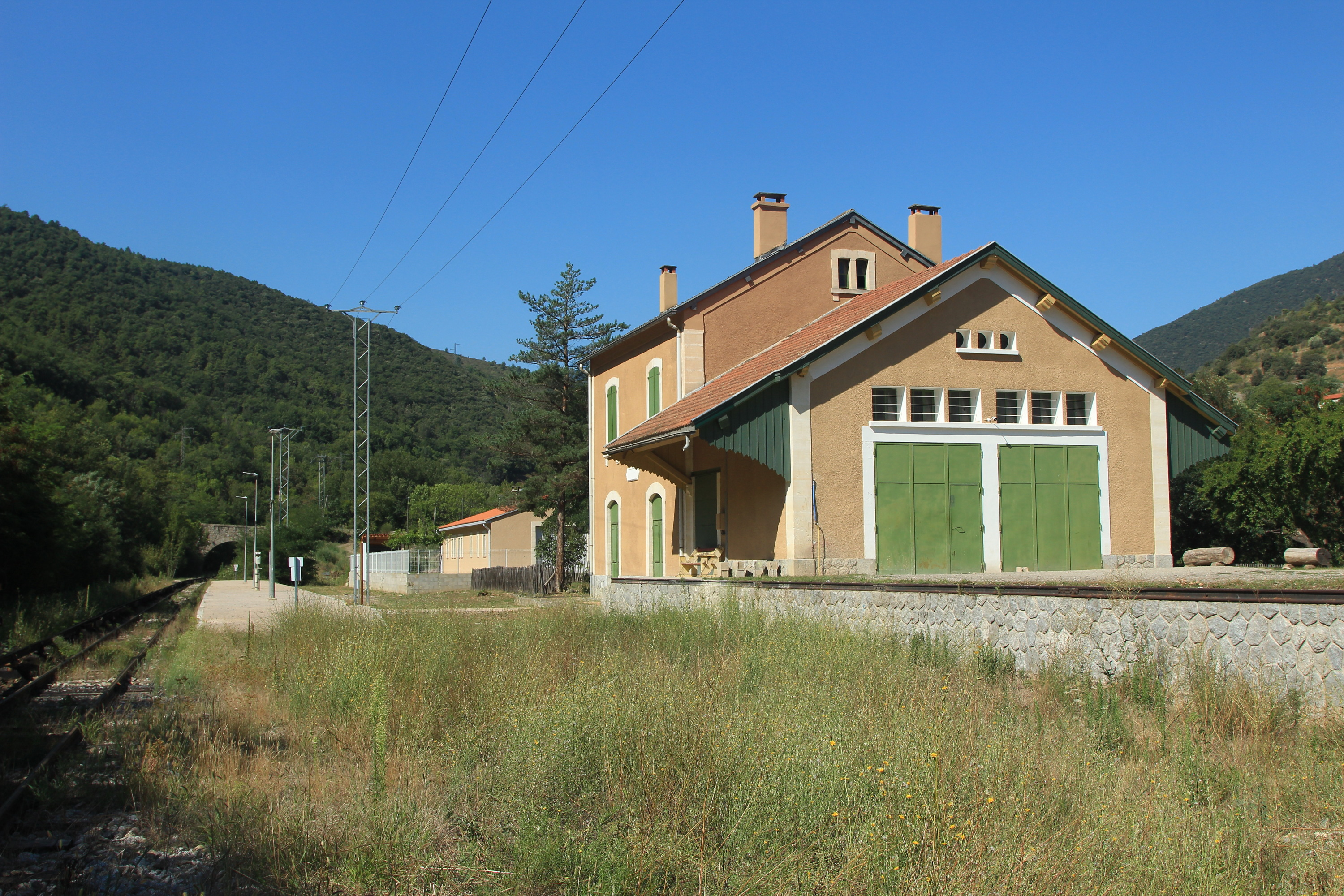
Vue générale de la gare en direction de Latour-de-Carol.

Halte SNCF, c'est un point d'arrêt non géré (PANG) à entrée libre.

### Desserte
Joncet est desservie par des trains TER Occitanie (Train Jaune) qui effectuent des missions entre les gares de Villefranche - Vernet-les-Bains et de Latour-de-Carol - Enveitg.

### Intermodalité
Le parking des véhicules est possible à proximité.